# Вожучин-Цукровня
Вожучин-Цукровня (пол. Wożuczyn-Cukrownia) — частина села Михалів у Польщі, розташоване в Люблінському воєводстві Томашівського повіту, ґміни Рахане.